# Meghan O'Leary
Meghan O'Leary (Tulsa, 24 de agosto de 1984) es una deportista estadounidense que compitió en remo.
Ganó dos medallas en el Campeonato Mundial de Remo, en los años 2017 y 2018.
Participó en dos Juegos Olímpicos de Verano, en los años 2016 y 2020, ocupando el sexto lugar en Río de Janeiro 2016, en la prueba de doble scull.

## Palmarés internacional
| Campeonato Mundial | Campeonato Mundial        | Campeonato Mundial | Campeonato Mundial |
| Año                | Lugar                     | Medalla            | Prueba             |
| ------------------ | ------------------------- | ------------------ | ------------------ |
| 2017               | Sarasota (Estados Unidos) | Medalla de plata   | Doble scull        |
| 2018               | Plovdiv (Bulgaria)        | Medalla de bronce  | Doble scull        |